# Juneau, Wisconsin
Juneau là một thành phố thuộc quận Dodge, tiểu bang Wisconsin, Hoa Kỳ. Năm 2000, dân số của thành phố này là 2485 người.